# Schöningen
Schöningen település Németországban, azon belül Alsó-Szászország tartományban. Lakosainak száma 11 167 fő (2023. december 31.).

## Népesség
A település népességének változása:
| Lakosok száma | 11 430 | 11 405 | 11 412 | 11 306 | 11 121 | 11 209 | 11 167 |
|               | 2015   | 2016   | 2017   | 2019   | 2021   | 2022   | 2023   |

## Régészeti lelőhely

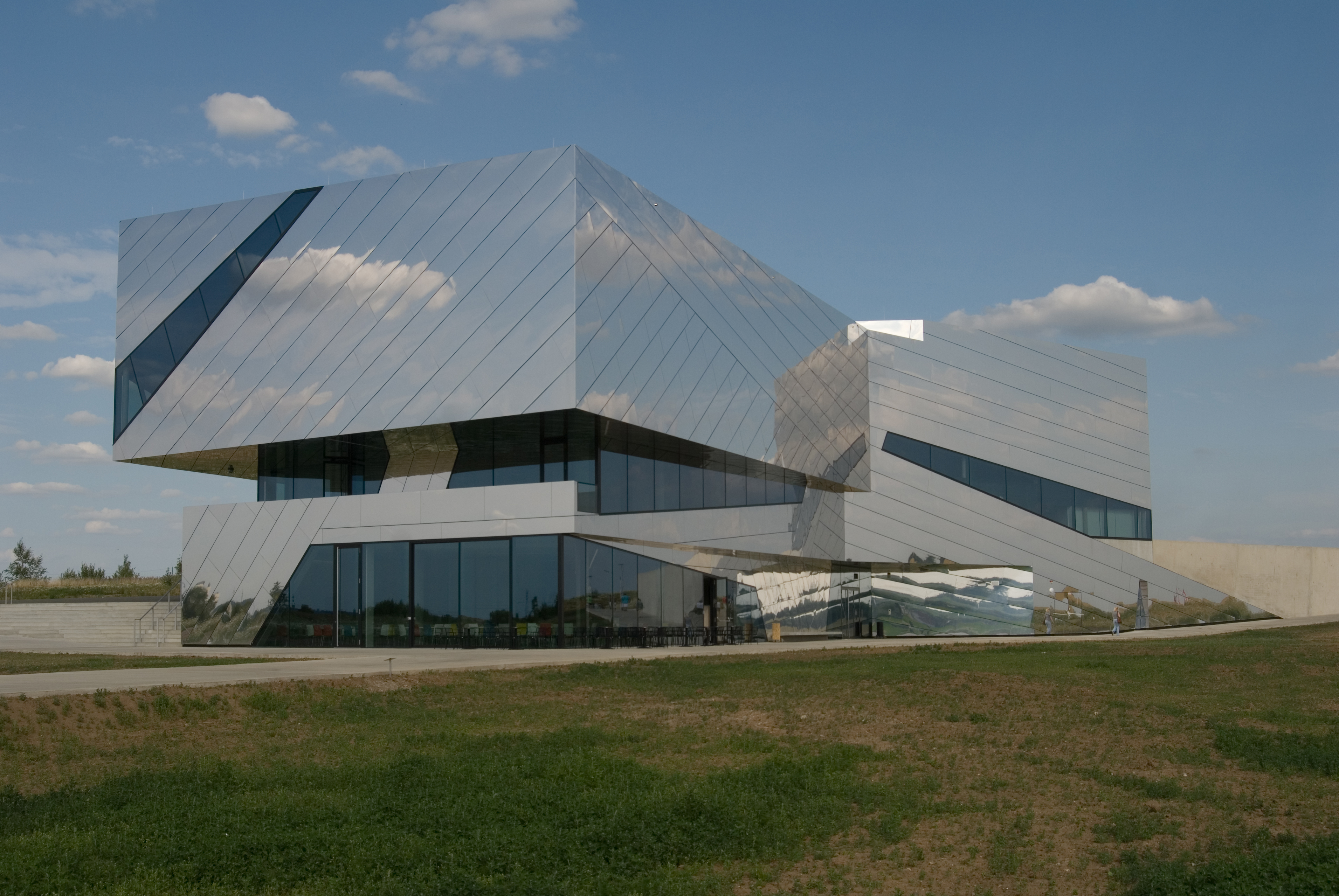
A Paläon

A település közelében, egy felhagyott külszíni barnaszénbánya területén folytatott ásatás során találták meg a heidelbergi ember által mintegy 300 000 évvel ezelőtt, a középső paleolitikumban használt faeszközök, dárdák, hajítófák jó állapotban megőrződött maradványait, amiket a helyi modern, interaktív, Paläon nevű őskőkori múzeumban (Forschungsmuseum Schöningen) mutatnak be.